# Hend Al-mansour
Hend Al-mansour, född 1956 i al-Hufuf, Saudiarabien, är en saudiarabisk bildkonstnär.

## Biografi
Al-mansour fick en medicingrad[förklaring behövs] från Cairo University år 1981. Hon utövade medicin[förklaring behövs] i Saudiarabien i al-Hufuf och Riyadh tills 1997 då hon immigrerade till USA. Under sin medicinska karriär fick Al-mansour grader[förklaring behövs]  inom internmedicin och kardiologi. År 2000 bytte hon karriär från medicin till konst. Al-mansour tog en magisterexamen på Minneapolis College of Art and Design 2002, varefter hon blev  installationskonstnär och silkscreentryckare. Hennes verk handlar om kvinnor i den islamska världen.